# Canton de Lodève
Le canton de Lodève est une circonscription électorale française située dans le département de l'Hérault, dans l'arrondissement de Lodève.

## Histoire
Un nouveau découpage territorial de l'Hérault (département) entre en vigueur à l'occasion des élections départementales de 2015. Il est défini par le décret du 26 février 2014, en application des lois du 17 mai 2013 (loi organique 2013-402 et loi 2013-403). Les conseillers départementaux sont, à compter de ces élections, élus au scrutin majoritaire binominal mixte. Les électeurs de chaque canton élisent au Conseil départemental, nouvelle appellation du Conseil général, deux membres de sexe différent, qui se présentent en binôme de candidats. Les conseillers départementaux sont élus pour 6 ans au scrutin binominal majoritaire à deux tours, l'accès au second tour nécessitant 12,5 % des inscrits au 1er tour. En outre la totalité des conseillers départementaux est renouvelée. Ce nouveau mode de scrutin nécessite un redécoupage des cantons dont le nombre est divisé par deux avec arrondi à l'unité impaire supérieure si ce nombre n'est pas entier impair, assorti de conditions de seuils minimaux. Dans l'Hérault, le nombre de cantons passe ainsi de 49 à 25.
À la suite du redécoupage cantonal de 2014, les limites territoriales du canton sont remaniées. Le nombre de communes du canton passe de 16 à 54. Le nouveau canton de Lodève est constitué de communes issues des anciens cantons de Lodève (16 communes), du Caylar (8 communes), de Claret (7 communes), de Clermont-l'Hérault (1 commune), de Ganges (9 communes), de Lunas (3 communes) et de Saint-Martin-de-Londres (10 communes).

## Représentation

### Conseillers généraux de 1833 à 2015
| Période                                  | Période      | Identité                                     | Étiquette           | Qualité |
| ---------------------------------------- | ------------ | -------------------------------------------- | ------------------- | --- |
| 1833                                     | 1848         | Étienne (de) Bérard aîné (1784-1850)         |                     | Négociant et propriétaire à Lodève |
| 1848                                     | 1852         | Auguste Brun                                 |                     | Fabricant de draps à Lodève |
| 1852                                     | 1864         | Auguste Brun                                 |                     | Avocat |
| 1864                                     | 1871         | Émile Fournier                               |                     | Fabricant de draps à Lodève |
| 1871                                     | 1883 (décès) | Eugène Arrazat                               | Républicain         | Avocat à Lodève, conseiller d'arrondissement, député (1871-1876 et 1878-1883), vice-président du conseil général                                                         |
| 1883                                     | 1899 (décès) | Jacques Fulcran Pascal Hugounenq (1822-1899) | Républicain         | Ancien Maire de Lodève |
| 1899                                     | 1907         | Noël Portefaix                               | Rad.                | Maire de Soubès, conseiller d'arrondissement |
| 1907                                     | 1925         | Joseph Railhac                               | PRS                 | Avocat - Maire de Lodève (1900-1925) Député (1924-1928) |
| 1925                                     | 1940         | Henri Mas                                    | PRS puis Rad.       | Médecin à Lodève |
|                                          |              |                                              |                     | |
| 1942                                     | 1945         | Maurice Harlachol (1884-1966)                |                     | Administrateur de l'entreprise Teisserenc et Harlachol Propriétaire du château de Campestre (Gard) Conseiller municipal de Lodève Nommé conseiller départemental en 1942 |
|                                          |              |                                              |                     | |
| 1945                                     | 1976         | Jean Mercadier                               | Rad.                | Maire de Saint-Étienne-de-Gourgas |
| 1976                                     | 1994         | Bernard Alibert                              | PS puis DVG         | Conseiller municipal de Lodève |
| 1994                                     | 2002         | Robert Lecou                                 | UDF puis UMP (Rad.) | Cadre territorial Député (2002-2012) Maire de Lodève (1995-2008) |
| 2002                                     | 2015         | Marie-Christine Bousquet                     | PS                  | Maire de Saint-Étienne-de-Gourgas (1989-2004) Conseillère régionale (2004-2008) Maire de Lodève (2008-2017)                                                              |
| Les données manquantes sont à compléter. |              |                                              |                     | |

### Conseillers d'arrondissement (de 1833 à 1940)
Le canton de Lodève avait deux conseillers d'arrondissement.
| Période                                  | Période      | Identité                         | Étiquette   | Qualité |
| ---------------------------------------- | ------------ | -------------------------------- | ----------- | --- |
| 1833                                     | 1845 (décès) | Gaspard Barbot (1773-1845)       |             | Manufacturier en draps, négociant, maire de Lodève                                                          |
| 1833                                     | 1836         | Philippe Pascal père             |             | Propriétaire à Lodève                                                                                       |
| 1836                                     | 1842         | Pierre Martin                    |             | Négociant à Lodève                                                                                          |
| 1842                                     | 1861         | Émile Maurel (1799-1870)         |             | Avocat à Lodève                                                                                             |
| 1845                                     | 1861         | Pierre Martin                    |             | Négociant à Lodève                                                                                          |
| 1861                                     | 1871         | Eugène Arrazat                   | Républicain | Avocat à Lodève                                                                                             |
| 1861                                     | 1871         | Jean-Pierre-Paul-Philippe Martin |             | Négociant à Lodève                                                                                          |
| 1871                                     | 1880         | François Tédenat                 | Républicain | Docteur-médecin à La Vacquerie                                                                              |
| 1871                                     | 1880         | Antonin Lautier                  | Républicain | Avoué à Lodève                                                                                              |
| 1880                                     | 1883         | Auguste Pomier                   |             | Juge au Tribunal de commerce                                                                                |
| 1880                                     | 1883         | Henri Alric                      |             | Maire de La Vacquerie                                                                                       |
| 1883                                     | 1889         | Eugène Poulenc (1835-1891)       |             | Avocat à Lodève                                                                                             |
| 1883                                     | 1897 (décès) | François Tédenat                 |             | Docteur-médecin à Lodève                                                                                    |
| 1889                                     | 1904         | Martin Barberat                  | Socialiste  | Premier adjoint au maire de Lodève (maire de 1886 à 1888)                                                   |
| 1898                                     | 1899         | Noël Portefaix                   | Radical     | Maire de Soubès                                                                                             |
|                                          |              |                                  |             | |
| 1904                                     | 1919         | Pierre Rudel                     | Radical     | Adjoint au maire de Lodève                                                                                  |
| 1904                                     | 1919         | Calixte Riac                     | Radical     | Adjoint au maire de Lodève                                                                                  |
| 1919                                     | 1922         | Joseph Maury                     | Radical     | Docteur en pharmacie à Lodève (maire de 1925 à 1941)                                                        |
| 1919                                     | 1922         | Roger Paloc                      | Radical     | Propriétaire à Sallèles-du-Bosc                                                                             |
| 1922                                     | 1928         | Alfred Guinchard (1879-1941)     | SFIO        | Commerçant, conseiller municipal de Lodève                                                                  |
| 1928                                     | 1940         | Fernand Sibet                    | Radical     | Greffier de la justice de paix, Premier adjoint au maire de Lodève                                          |
| 1922                                     | 1937 (décès) | Paulin Descomp                   | Soc.ind.    | Maire du Bosc                                                                                               |
| 1937                                     | 1940         | Roger Rivemale (1905-1994)       | Radical     | Cultivateur à Usclas-du-Bosc                                                                                |
| 1940                                     |              |                                  |             | Les conseils d'arrondissement ont été suspendus par la loi du 12 octobre 1940 et n'ont jamais été réactivés |
| Les données manquantes sont à compléter. |              |                                  |             | |

### Conseillers départementaux à partir de 2015
| Période élective | Période élective | Mandat         | Mandat                 | Identité                 | Nuance | Nuance | Qualité |
| ---------------- | ---------------- | -------------- | ---------------------- | ------------------------ | ------ | ------ | --- |
| 2015             | 2028             | 2015           | 2017 (décès)           | Marie-Christine Bousquet |        | PS     | Maire de Lodève |
| 2015             | 2028             | 2017           | avril 2019 (démission) | Irène Tolleret           |        | LREM   | Maire de Fontanès Députée au Parlement européen, élue sur la liste LREM-MoDem-Agir, la droite constructive |
| 2015             | 2028             | 7 juillet 2019 | en cours               | Gaëlle Lévêque           |        | PS     | 1re adjointe au maire de Lodève, maire depuis 2020 |
| 2015             | 2028             | 2015           | en cours               | Jacques Rigaud           |        | PS     | Conseiller municipal de Ganges Ancien conseiller général du Canton de Ganges Président de la Communauté des communes des Cévennes Gangeoises et Suménoises (1999-2020) Président de la commission de l’aménagement rural, agriculture, viticulture, pêche et forêt, 13ème Vice-président délégué au patrimoine départemental et moyens opérationnels |

À l'issue du 1er tour des élections départementales de 2015, deux binômes sont en ballotage : Marie-Christine Bousquet et Jacques Rigaud (PS, 36,36 %) et Gérard Maurin et Sophie Marie Recher (FN, 29,02 %). Le taux de participation est de 57,21 % (15 626 votants sur 27 314 inscrits) contre 51,87 % au niveau départemental et 50,17 % au niveau national.
Au second tour, Marie-Christine Bousquet et Jacques Rigaud (PS) sont élus avec 60,88 % des suffrages exprimés et un taux de participation de 59,4 % (8 913 voix pour 16 223 votants et 27 313 inscrits).

## Composition

### Composition avant 2015

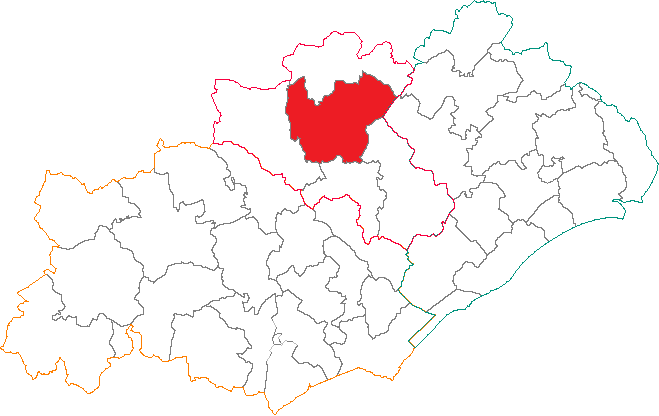
Situation du canton de Lodève dans le département de l'Hérault avant 2015.

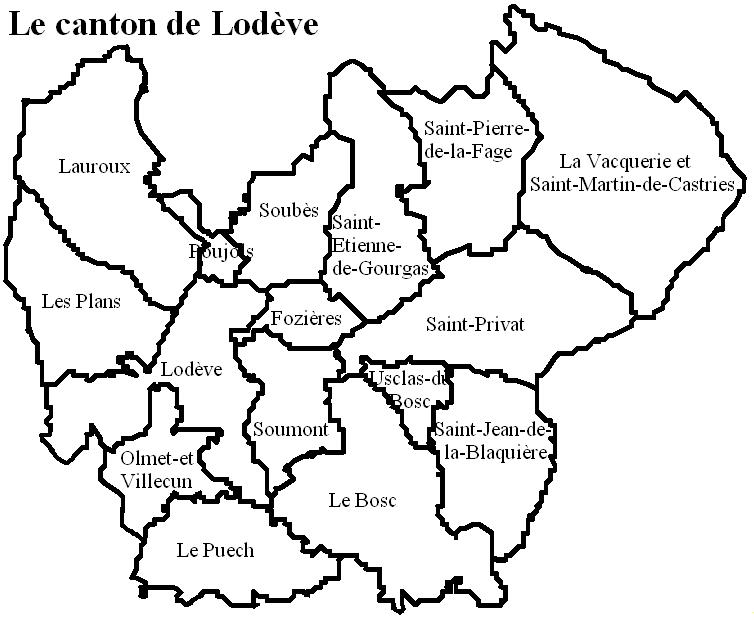
Le canton de Lodève.

Avant le redécoupage cantonal de 2014, l'ancien canton de Lodève regroupait seize communes.
| Nom                                      | Code Insee | Codepostal | Superficie (km2) | Population (dernière pop. légale) | Densité (hab./km2) |
| ---------------------------------------- | ---------- | ---------- | ---------------- | --------------------------------- | ------------------ |
| Lodève (chef-lieu)                       | 34142      | 34700      | 23,17            | 7 552 (2012)                      | 326                |
| Le Bosc                                  | 34036      | 34700      | 28,13            | 1 275 (2012)                      | 45                 |
| Fozières                                 | 34106      | 34700      | 5,43             | 182 (2012)                        | 34                 |
| Lauroux                                  | 34132      | 34700      | 26,42            | 199 (2012)                        | 7,5                |
| Olmet-et-Villecun                        | 34188      | 34700      | 9,55             | 144 (2012)                        | 15                 |
| Les Plans                                | 34205      | 34700      | 18,12            | 296 (2012)                        | 16                 |
| Poujols                                  | 34212      | 34700      | 2,86             | 150 (2012)                        | 52                 |
| Le Puech                                 | 34220      | 34700      | 15,86            | 233 (2012)                        | 15                 |
| Saint-Étienne-de-Gourgas                 | 34251      | 34700      | 19,43            | 454 (2012)                        | 23                 |
| Saint-Jean-de-la-Blaquière               | 34268      | 34700      | 17,22            | 624 (2012)                        | 36                 |
| Saint-Pierre-de-la-Fage                  | 34283      | 34520      | 18,60            | 108 (2012)                        | 5,8                |
| Saint-Privat                             | 34286      | 34700      | 26,90            | 417 (2012)                        | 16                 |
| Soubès                                   | 34304      | 34700      | 12,35            | 896 (2012)                        | 73                 |
| Soumont                                  | 34306      | 34700      | 11,04            | 188 (2012)                        | 17                 |
| Usclas-du-Bosc                           | 34316      | 34700      | 4,51             | 146 (2012)                        | 32                 |
| La Vacquerie-et-Saint-Martin-de-Castries | 34317      | 34520      | 43,05            | 171 (2012)                        | 4                  |

### Composition depuis 2015
Le nouveau canton de Lodève est composé de cinquante-quatre communes entières.
| Nom                                      | Code Insee | Intercommunalité                         | Superficie (km2) | Population (dernière pop. légale) | Densité (hab./km2) | Modifier                                    |
| ---------------------------------------- | ---------- | ---------------------------------------- | ---------------- | --------------------------------- | ------------------ | ------------------------------------------- |
| Lodève (bureau centralisateur)           | 34142      | CC Lodévois et Larzac                    | 23,17            | 7 202 (2022)                      | 311                | modifier les données · modifier les données |
| Agonès                                   | 34005      | CC des Cévennes gangeoises et suménoises | 4,16             | 312 (2022)                        | 75                 | modifier les données · modifier les données |
| Le Bosc                                  | 34036      | CC Lodévois et Larzac                    | 28,13            | 1 406 (2022)                      | 50                 | modifier les données · modifier les données |
| Brissac                                  | 34042      | CC des Cévennes gangeoises et suménoises | 44,13            | 592 (2022)                        | 13                 | modifier les données · modifier les données |
| Causse-de-la-Selle                       | 34060      | CC du Grand Pic Saint-Loup               | 45,19            | 443 (2022)                        | 9,8                | modifier les données · modifier les données |
| Le Caylar                                | 34064      | CC Lodévois et Larzac                    | 22,08            | 462 (2022)                        | 21                 | modifier les données · modifier les données |
| Cazilhac                                 | 34067      | CC des Cévennes gangeoises et suménoises | 11,69            | 1 583 (2022)                      | 135                | modifier les données · modifier les données |
| Celles                                   | 34072      | CC Lodévois et Larzac                    | 7,56             | 25 (2022)                         | 3,3                | modifier les données · modifier les données |
| Claret                                   | 34078      | CC du Grand Pic Saint-Loup               | 28,27            | 1 697 (2022)                      | 60                 | modifier les données · modifier les données |
| Le Cros                                  | 34091      | CC Lodévois et Larzac                    | 22,45            | 57 (2022)                         | 2,5                | modifier les données · modifier les données |
| Ferrières-les-Verreries                  | 34099      | CC du Grand Pic Saint-Loup               | 17,42            | 46 (2022)                         | 2,6                | modifier les données · modifier les données |
| Fontanès                                 | 34102      | CC du Grand Pic Saint-Loup               | 8,18             | 355 (2022)                        | 43                 | modifier les données · modifier les données |
| Fozières                                 | 34106      | CC Lodévois et Larzac                    | 5,43             | 193 (2022)                        | 36                 | modifier les données · modifier les données |
| Ganges                                   | 34111      | CC des Cévennes gangeoises et suménoises | 7,16             | 3 854 (2022)                      | 538                | modifier les données · modifier les données |
| Gorniès                                  | 34115      | CC des Cévennes gangeoises et suménoises | 29,31            | 107 (2022)                        | 3,7                | modifier les données · modifier les données |
| Laroque                                  | 34128      | CC des Cévennes gangeoises et suménoises | 6,63             | 1 670 (2022)                      | 252                | modifier les données · modifier les données |
| Lauret                                   | 34131      | CC du Grand Pic Saint-Loup               | 6,67             | 621 (2022)                        | 93                 | modifier les données · modifier les données |
| Lauroux                                  | 34132      | CC Lodévois et Larzac                    | 26,42            | 208 (2022)                        | 7,9                | modifier les données · modifier les données |
| Lavalette                                | 34133      | CC Lodévois et Larzac                    | 8,54             | 55 (2022)                         | 6,4                | modifier les données · modifier les données |
| Mas-de-Londres                           | 34152      | CC du Grand Pic Saint-Loup               | 19,06            | 673 (2022)                        | 35                 | modifier les données · modifier les données |
| Montoulieu                               | 34171      | CC des Cévennes gangeoises et suménoises | 16,10            | 183 (2022)                        | 11                 | modifier les données · modifier les données |
| Moulès-et-Baucels                        | 34174      | CC des Cévennes gangeoises et suménoises | 22,78            | 855 (2022)                        | 38                 | modifier les données · modifier les données |
| Notre-Dame-de-Londres                    | 34185      | CC du Grand Pic Saint-Loup               | 28,15            | 523 (2022)                        | 19                 | modifier les données · modifier les données |
| Olmet-et-Villecun                        | 34188      | CC Lodévois et Larzac                    | 9,55             | 166 (2022)                        | 17                 | modifier les données · modifier les données |
| Pégairolles-de-Buèges                    | 34195      | CC du Grand Pic Saint-Loup               | 13,35            | 55 (2022)                         | 4,1                | modifier les données · modifier les données |
| Pégairolles-de-l'Escalette               | 34196      | CC Lodévois et Larzac                    | 32,13            | 152 (2022)                        | 4,7                | modifier les données · modifier les données |
| Les Plans                                | 34205      | CC Lodévois et Larzac                    | 18,12            | 317 (2022)                        | 17                 | modifier les données · modifier les données |
| Poujols                                  | 34212      | CC Lodévois et Larzac                    | 2,86             | 183 (2022)                        | 64                 | modifier les données · modifier les données |
| Le Puech                                 | 34220      | CC Lodévois et Larzac                    | 15,86            | 260 (2022)                        | 16                 | modifier les données · modifier les données |
| Les Rives                                | 34230      | CC Lodévois et Larzac                    | 23,79            | 151 (2022)                        | 6,3                | modifier les données · modifier les données |
| Romiguières                              | 34231      | CC Lodévois et Larzac                    | 3,45             | 23 (2022)                         | 6,7                | modifier les données · modifier les données |
| Roqueredonde                             | 34233      | CC Lodévois et Larzac                    | 22,71            | 211 (2022)                        | 9,3                | modifier les données · modifier les données |
| Rouet                                    | 34236      | CC du Grand Pic Saint-Loup               | 24,77            | 69 (2022)                         | 2,8                | modifier les données · modifier les données |
| Saint-André-de-Buèges                    | 34238      | CC du Grand Pic Saint-Loup               | 15,26            | 47 (2022)                         | 3,1                | modifier les données · modifier les données |
| Saint-Bauzille-de-Putois                 | 34243      | CC des Cévennes gangeoises et suménoises | 18,16            | 1 839 (2022)                      | 101                | modifier les données · modifier les données |
| Saint-Étienne-de-Gourgas                 | 34251      | CC Lodévois et Larzac                    | 19,43            | 520 (2022)                        | 27                 | modifier les données · modifier les données |
| Saint-Félix-de-l'Héras                   | 34253      | CC Lodévois et Larzac                    | 12,92            | 32 (2022)                         | 2,5                | modifier les données · modifier les données |
| Saint-Jean-de-Buèges                     | 34264      | CC du Grand Pic Saint-Loup               | 16,90            | 211 (2022)                        | 12                 | modifier les données · modifier les données |
| Saint-Jean-de-la-Blaquière               | 34268      | CC Lodévois et Larzac                    | 17,22            | 695 (2022)                        | 40                 | modifier les données · modifier les données |
| Saint-Martin-de-Londres                  | 34274      | CC du Grand Pic Saint-Loup               | 38,20            | 2 728 (2022)                      | 71                 | modifier les données · modifier les données |
| Saint-Maurice-Navacelles                 | 34277      | CC Lodévois et Larzac                    | 68,60            | 184 (2022)                        | 2,7                | modifier les données · modifier les données |
| Saint-Michel                             | 34278      | CC Lodévois et Larzac                    | 25,40            | 60 (2022)                         | 2,4                | modifier les données · modifier les données |
| Saint-Pierre-de-la-Fage                  | 34283      | CC Lodévois et Larzac                    | 18,60            | 123 (2022)                        | 6,6                | modifier les données · modifier les données |
| Saint-Privat                             | 34286      | CC Lodévois et Larzac                    | 26,90            | 453 (2022)                        | 17                 | modifier les données · modifier les données |
| Sauteyrargues                            | 34297      | CC du Grand Pic Saint-Loup               | 12,76            | 435 (2022)                        | 34                 | modifier les données · modifier les données |
| Sorbs                                    | 34303      | CC Lodévois et Larzac                    | 20,20            | 39 (2022)                         | 1,9                | modifier les données · modifier les données |
| Soubès                                   | 34304      | CC Lodévois et Larzac                    | 12,35            | 954 (2022)                        | 77                 | modifier les données · modifier les données |
| Soumont                                  | 34306      | CC Lodévois et Larzac                    | 11,04            | 243 (2022)                        | 22                 | modifier les données · modifier les données |
| Usclas-du-Bosc                           | 34316      | CC Lodévois et Larzac                    | 4,51             | 248 (2022)                        | 55                 | modifier les données · modifier les données |
| La Vacquerie-et-Saint-Martin-de-Castries | 34317      | CC Lodévois et Larzac                    | 43,05            | 202 (2022)                        | 4,7                | modifier les données · modifier les données |
| Vacquières                               | 34318      | CC du Grand Pic Saint-Loup               | 14,74            | 757 (2022)                        | 51                 | modifier les données · modifier les données |
| Valflaunès                               | 34322      | CC du Grand Pic Saint-Loup               | 21,04            | 793 (2022)                        | 38                 | modifier les données · modifier les données |
| Viols-en-Laval                           | 34342      | CC du Grand Pic Saint-Loup               | 16,03            | 216 (2022)                        | 13                 | modifier les données · modifier les données |
| Viols-le-Fort                            | 34343      | CC du Grand Pic Saint-Loup               | 16,73            | 1 223 (2022)                      | 73                 | modifier les données · modifier les données |
| Canton de Lodève                         | 3411       |                                          | 1 055,31         | 36 711 (2022)                     | 35                 | modifier les données                        |

## Démographie

### Démographie avant 2015
| 1962  | 1968   | 1975   | 1982   | 1990   | 1999   | 2006   | 2011   | 2012   |
| ----- | ------ | ------ | ------ | ------ | ------ | ------ | ------ | ------ |
| 9 761 | 10 322 | 10 610 | 11 385 | 10 933 | 10 674 | 12 120 | 13 010 | 13 035 |

### Démographie depuis 2015
En 2022, le canton comptait 36 711 habitants, en évolution de +2,18 % par rapport à 2016 (Hérault : +7,49 %, France hors Mayotte : +2,11 %).
| 2013   | 2018   | 2022   |
| ------ | ------ | ------ |
| 35 105 | 36 529 | 36 711 |

## Galerie photographique

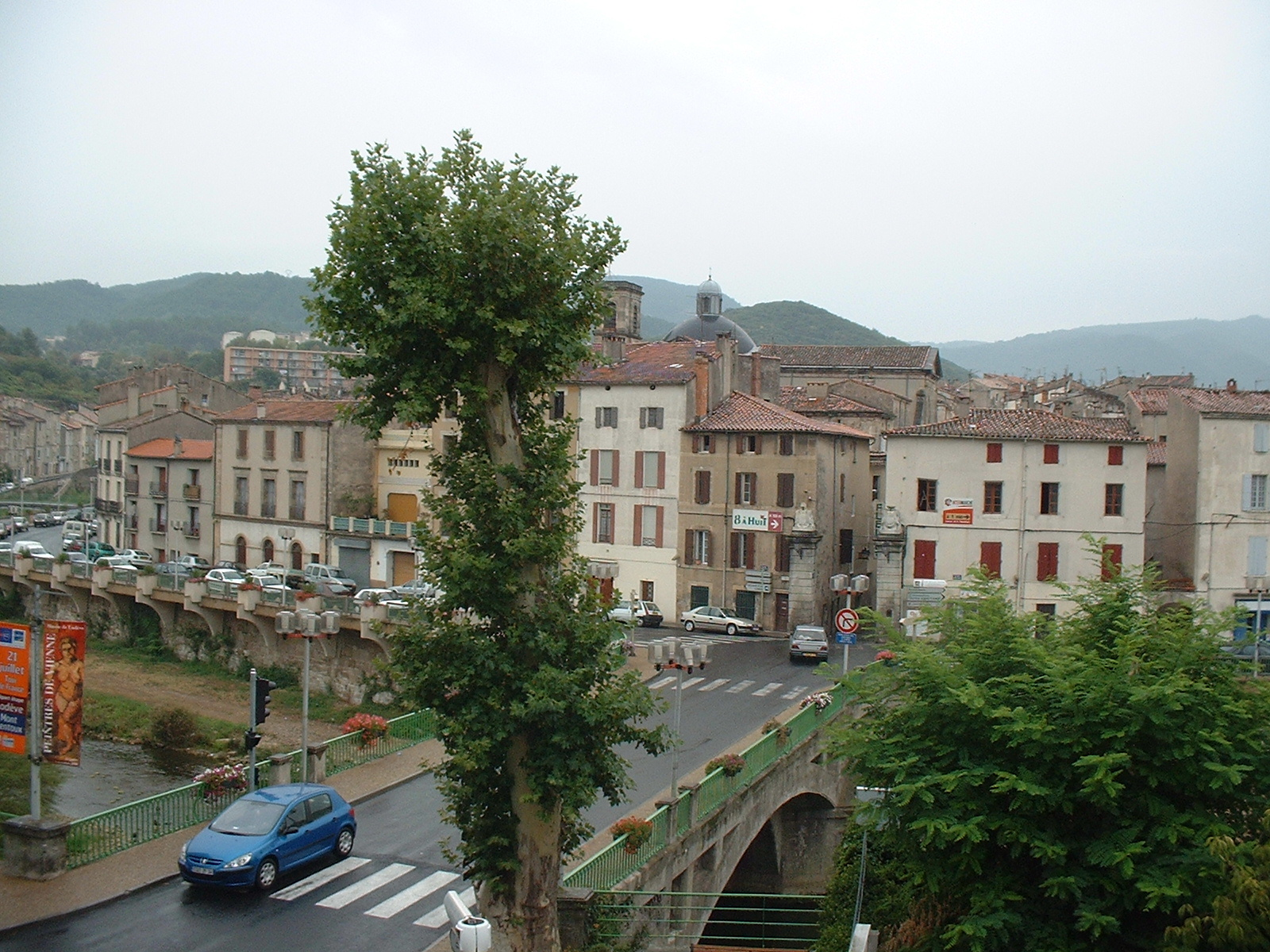
Vue du centre de Lodève.
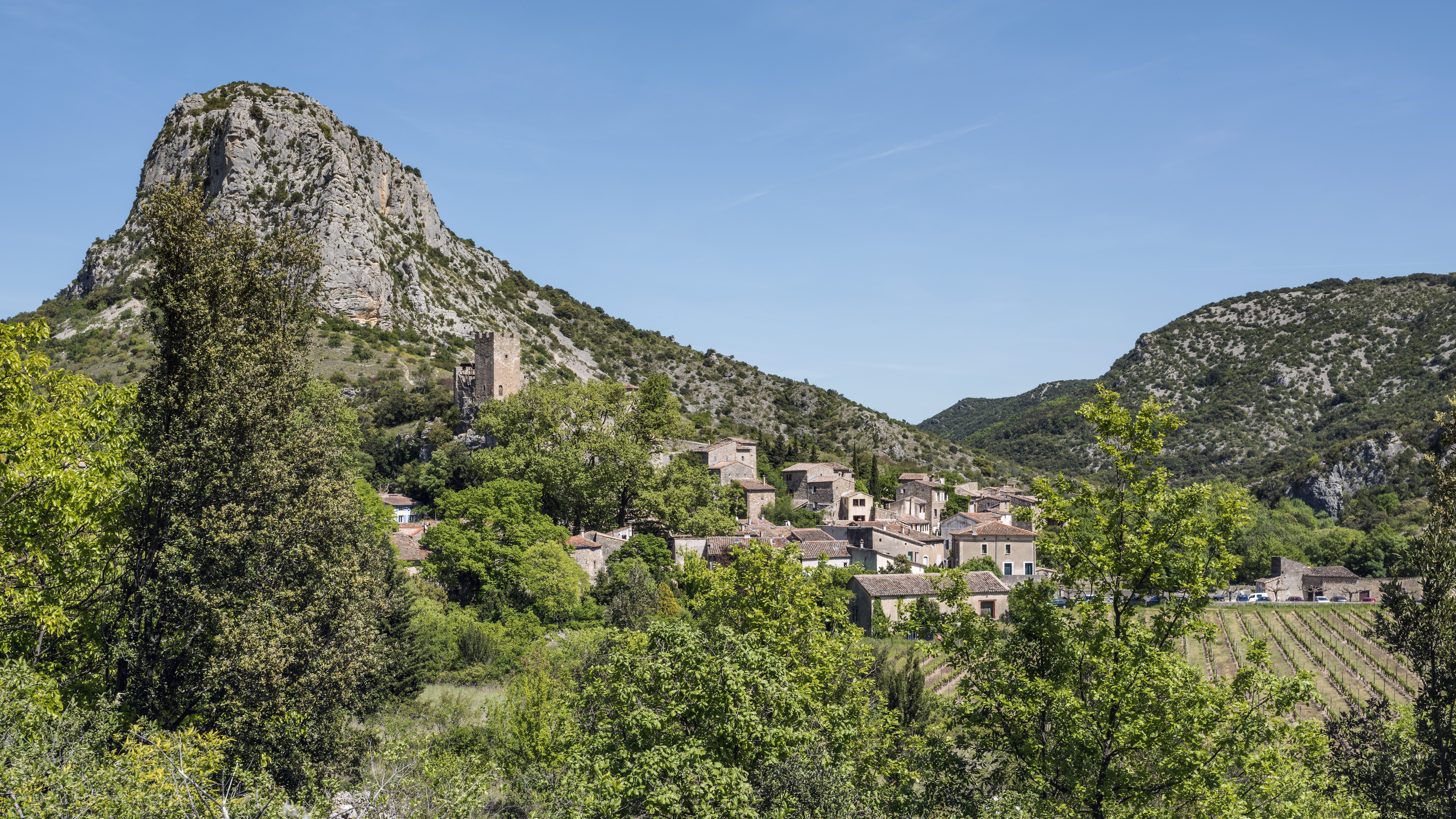
Vue générale sur le village de Saint-Jean-de-Buèges.
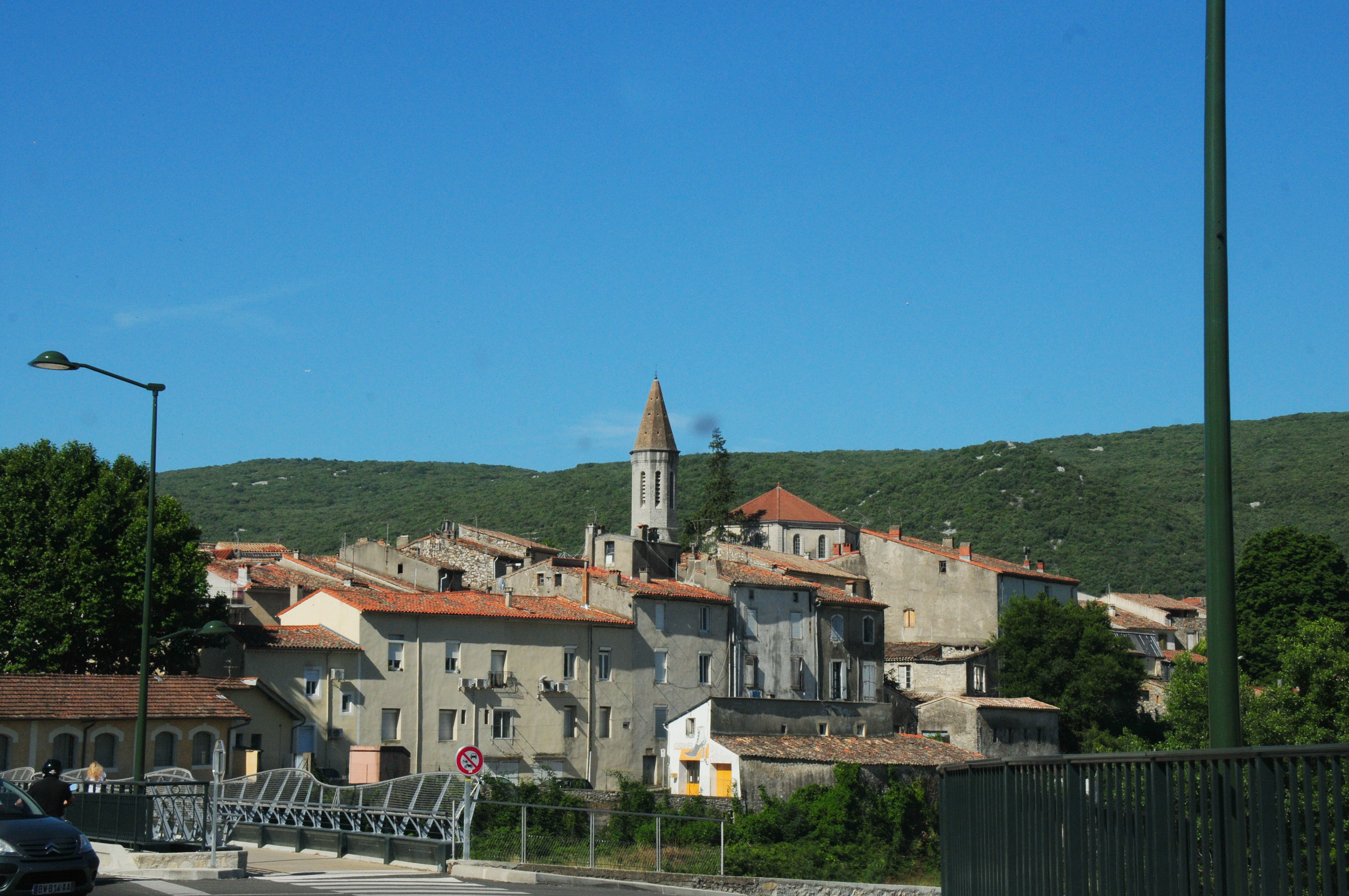
Vue générale, côté Est, de la ville de Ganges.
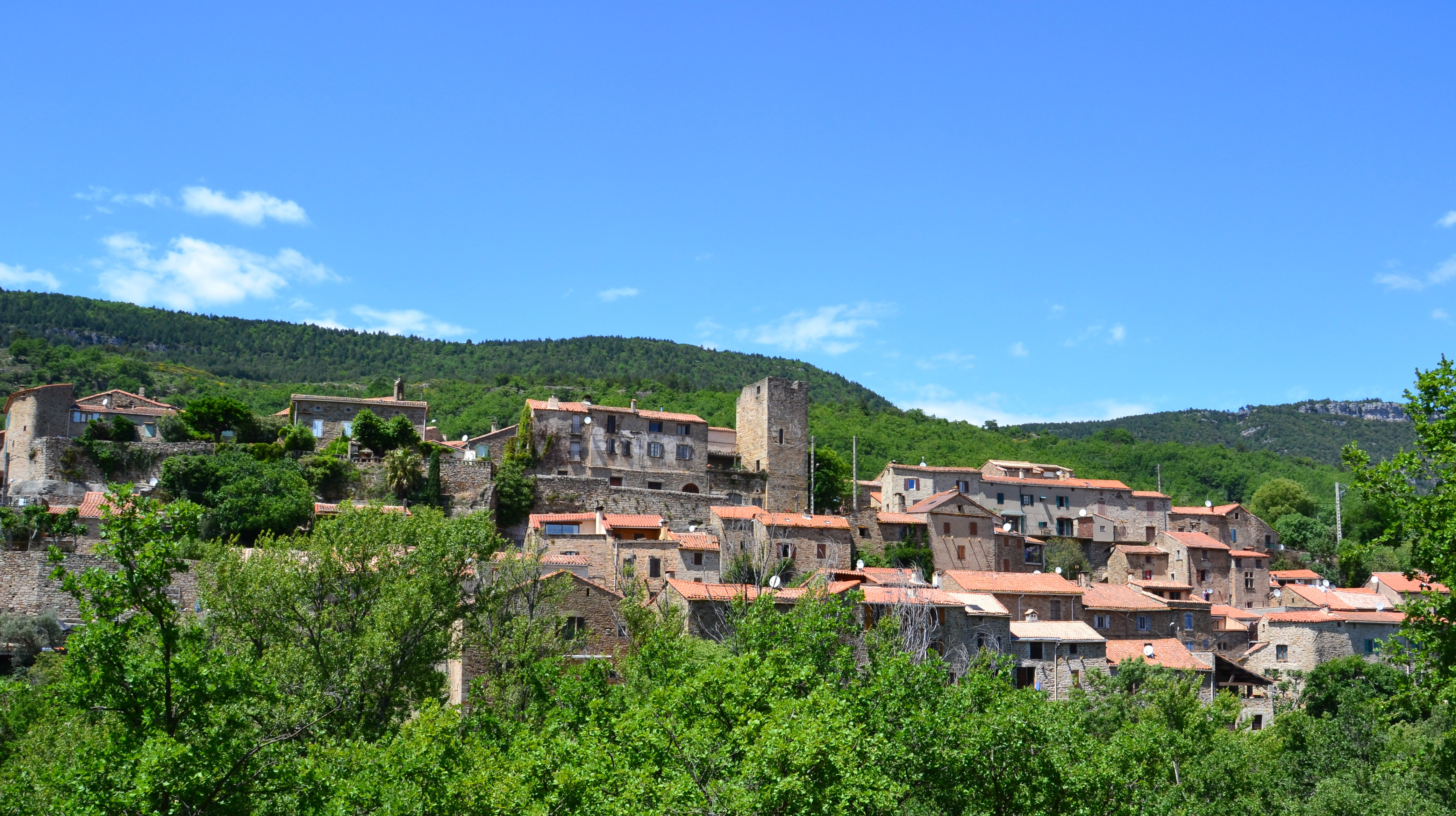
Vue générale sur le village de Saint-Privat.
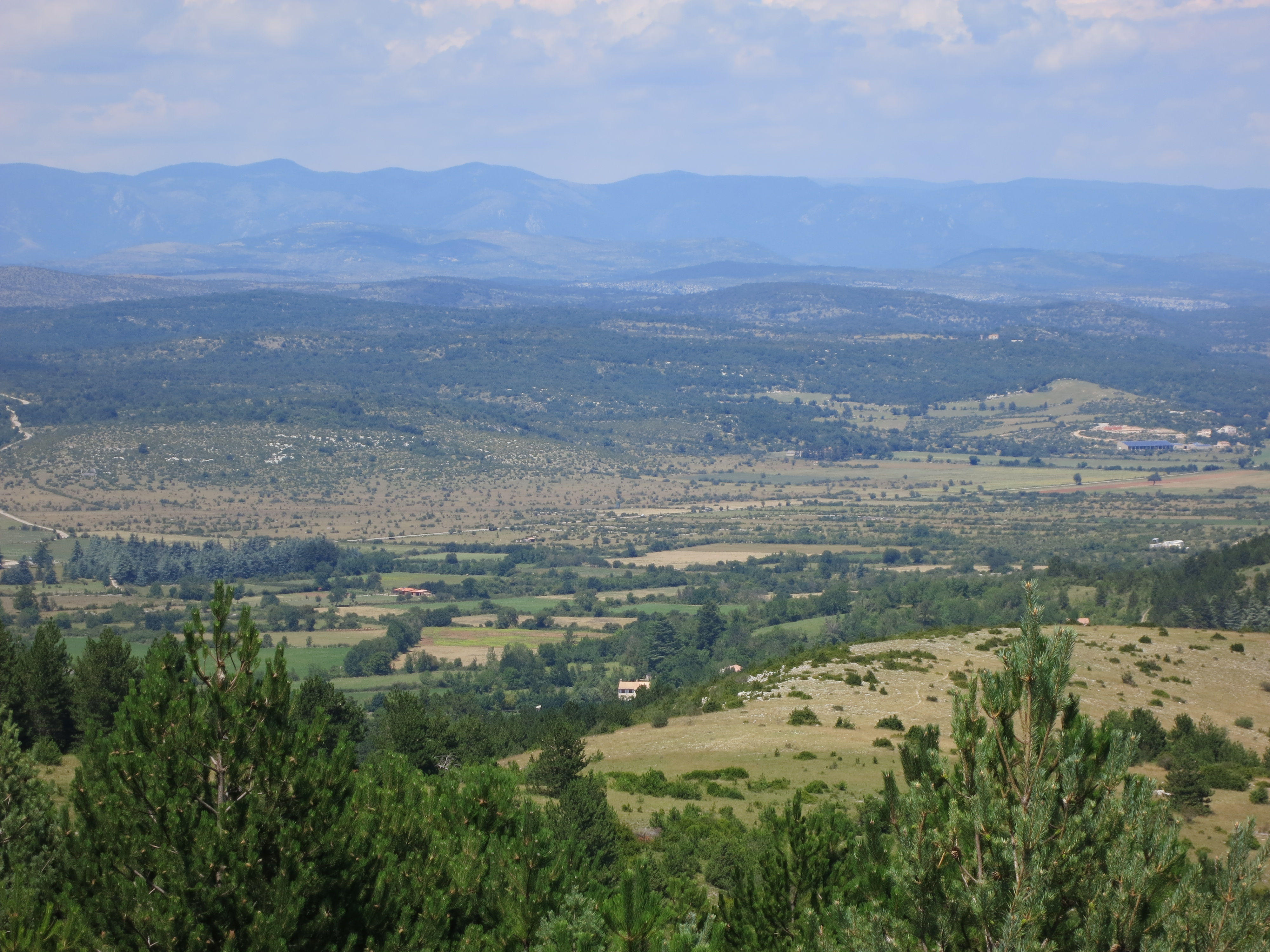
Vue générale sur le village de La Vacquerie-et-Saint-Martin-de-Castries.
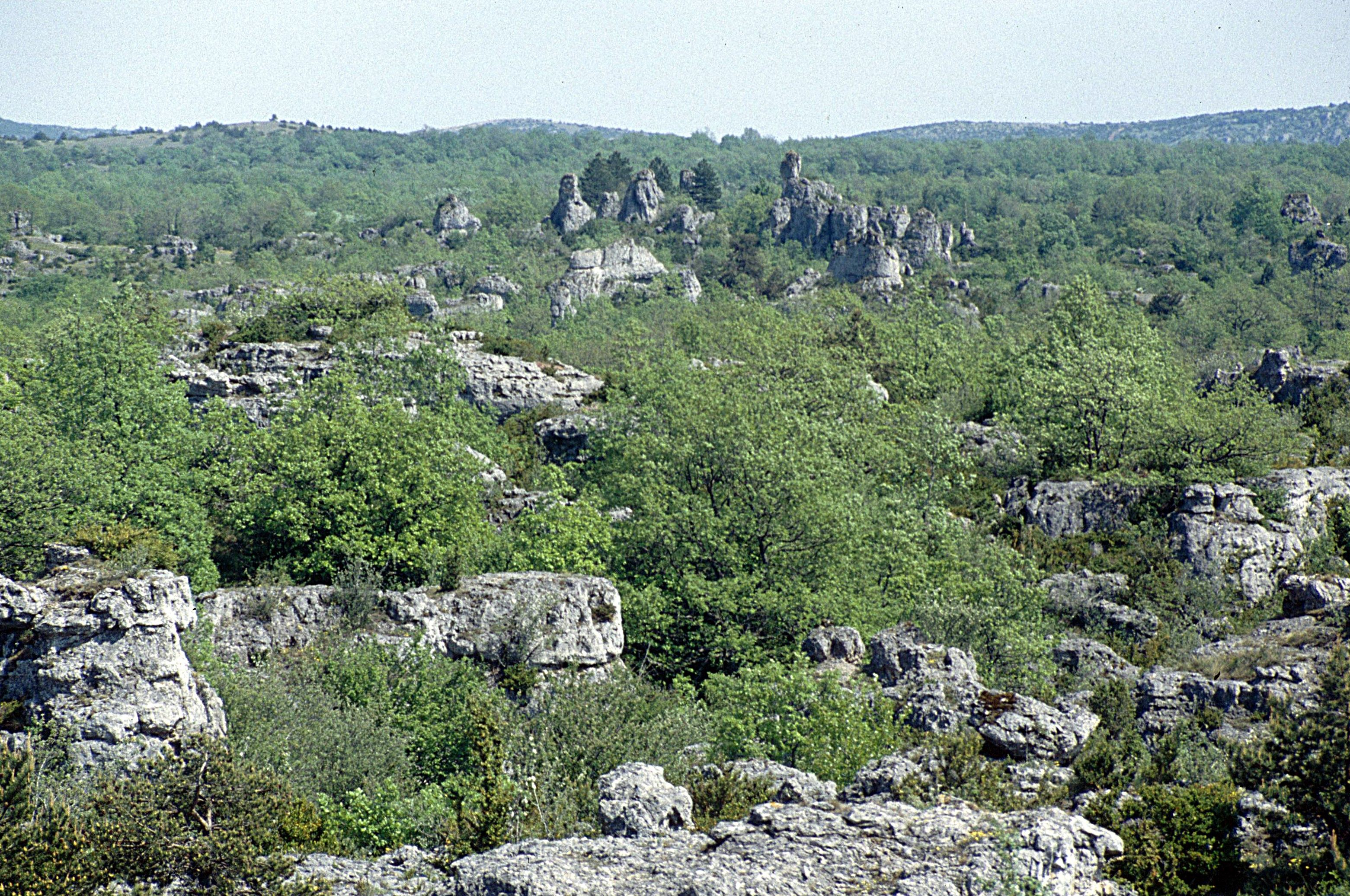
Vue des causses du Larzac sur la commune du Caylar.